# Natuurpark Dunas de Liencres

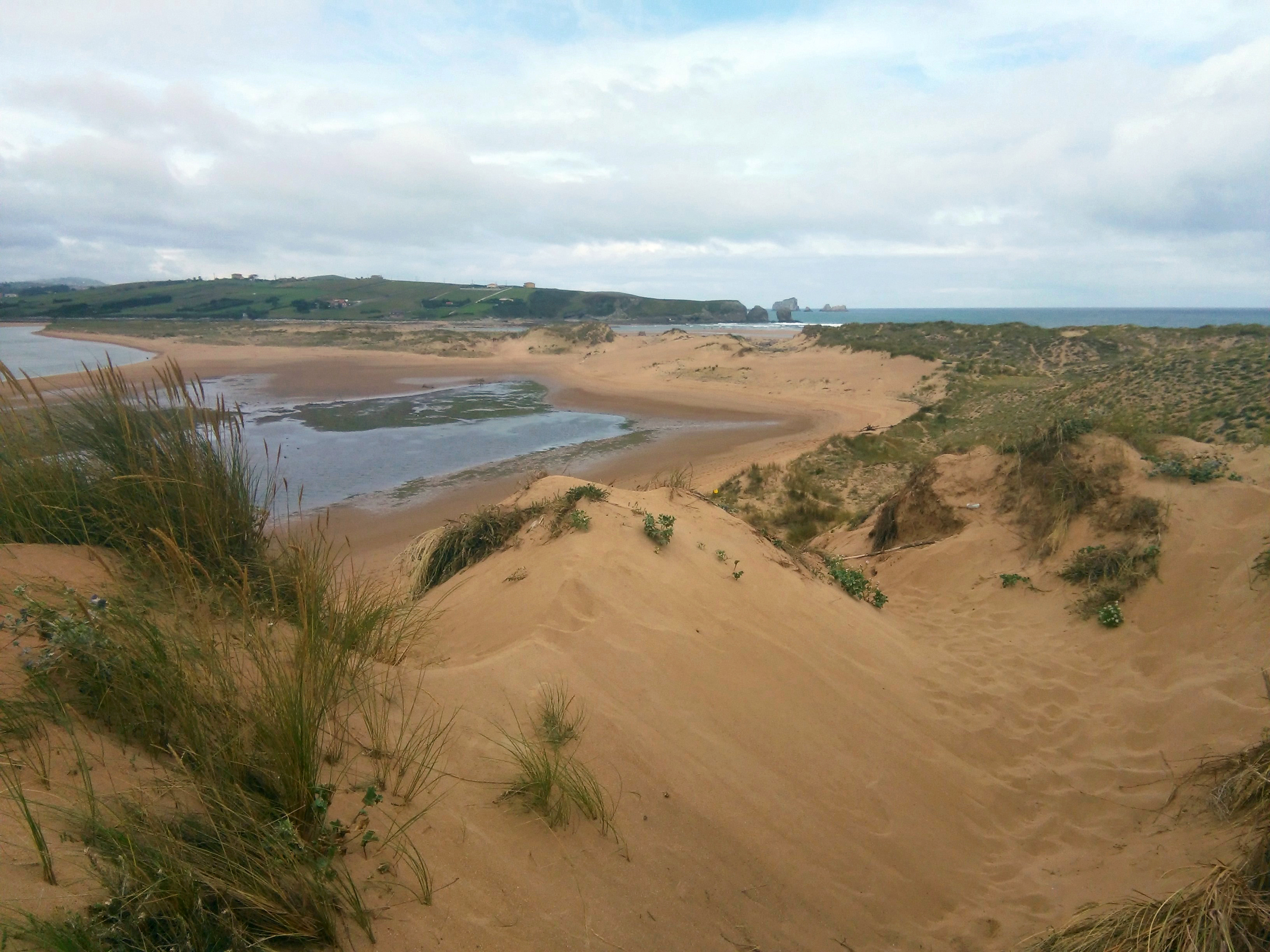

Het Natuurpark Dunas de Liencres (Spaans: Parque natural de las Dunas de Liencres) is een natuurpark in Cantabrië in Spanje. Het natuurpark werd opgericht in 1986 en is 194,55 hectare groot. Het natuurpark omvat een duingebied bij de monding van de Pas.